# Репик, Владимир Адамович
Владимир Адамович Репик (22 октября 1944 — 31 марта 2012) — советский, украинский фотожурналист. С 1978 года работал в ТАСС-РАТАУ-УКРИНФОРМе. Заслуженный журналист Украины (1994).

## Биография
Родился в Астрахани в семье военного. Переехал с семьёй в Киев в 1954 году. Увлечение фотографией началось в 1954 году, когда его дядя фотограф-любитель подарил фотоаппарат «Зоркий-С». После армии купил фотоаппарат «Зенит» и начал заниматься более серьёзно. Окончил факультет фототехники Республиканского заочного техникума. Работал в центральных фотосалонах Киева, стал широко известным мастером-портретистом. С 1978 года работал в ТАСС-РАТАУ-УКРИНФОРМе. В качестве фотокорреспондента объездил Советский Союз, дважды был на Северном полюсе. Был депутатом Киевского совета.
Снимал последствия аварии на Чернобыльской АЭС. Снимки Владимира Репика с разрушенным четвёртым энергоблоком ЧАЭС первыми появились на страницах центральных изданий Советского Союза и многих изданий мира. Фотосъёмка четвёртого энергоблока велась с вертолёта на малой высоте. Вместе с Владимиром Репиком в этом вертолёте также работал фотокорреспонлент ТАСС Валерий Зуфаров. Оба после съёмки лечились в военном госпитале в Москве.
Был личным фотографом президента Украины Леонида Кучмы и всех премьер-министров (кроме Юлии Тимошенко) независимой Украины. Официальные портреты премьер-министров работы Владимира Адамовича висят в доме правительства в премьерской галерее.
В 2011 году в честь двадцатилетия независимости Украины персональная выставка Владимира Репика «Независимая Украина — история в лицах» была показана в 79 странах.
Похоронен 2 апреля 2012 года, в селе Бобрик (пос. Шевченко), Киевской области, Украина. 6 апреля 2012 года агентство УКРИНФОРМ объявило о создании ежегодного фотоконкурса имени Владимира Репика

## Премии, награды
- Заслуженный журналист Украины (1994)[7]
- Награждён орденом «Знак Почёта» за фоторепортажи о ликвидации аварии на ЧАЭС
- Почётная грамота Кабинета Министров Украины (2001)[8]
- Лауреат Премии Союза журналистов СССР

## Выставки
- 2004 — «Надёжный лидер — надёжное будущее», совместно с Валерием Соловьёвым[9]
- 2010 — Авторская выставка в здании кабинета министров Украины в честь годовщины независимости[10][11]
- 2011 — «Чернобыльская трагедия: свидетельства очевидцев». Киев, Национальный музей литературы Украины[12][13]
- 2011 — «Независимая Украина — история в лицах». Персональная выставка. Белград, этнографический музей[14][15], Будапешт, дом венгерского культурного фонда[16], Русе (Болгария)[17], Берлин, музей берлинской стены[18] (всего в 79 странах[5]).